# Wout van Liempt
Wouter (Wout) van Liempt (Harlingen, 25 juli 1918 – Den Haag, 4 augustus 2013) was een Nederlands impresario. 
Wouter is een zoon van koetsier Cornelis van Liempt en Engelina Nielsen. Hij woonde de eerste twee jaar van zijn leven in Harlingen en verhuisde daarna met het gezin naar Wormer. Later verhuisde het gezin naar Heerhugowaard/Schagen (1938) en in 1941 naar Oudkarspel. Van Liempt begon zijn carrière als kapper, maar later ging hij voorstellingen boeken in de toneelzaal van het café van zijn vader in Oudkarspel. 
Later werd hij impresario van Lou Bandy en weer later de rechterhand en manager van Wim Kan. Dat was hij gedurende 25 jaar. De heren bleven elkaar altijd 'meneer Kan' en 'meneer Van Liempt' noemen en met 'u' aanspreken. 
Hij werkte ook met onder meer Johnny Jordaan, Henk van der Meijden, Kees Brusse, Paul Steenbergen, Ellen Vogel, Myra Ward, Henriette Davids en André Rieu.
Wout van Liempt programmeerde talloze voorstellingen in Carré en contracteerde mensen als Louis Armstrong, Robert Stolz, Rudolf Noerejev, Édith Piaf, Rudolf Schock, Duke Ellington, Mario Lanza, Tony Bennett en The Beatles voor een optreden in Nederland. Hij was Ridder in de Orde van Oranje-Nassau.
Van Liempt overleed tien dagen na zijn 95e verjaardag.